# Krásnoye (Krasnoselskoye, Kushchóvskaya, Krasnodar)
Krásnoye (del ruso: Звёздочка) es un jútor del raión de Kushchóvskaya del krai de Krasnodar, en Rusia. Está situado en las llanuras de Kubán-Priazov, junto al límite con el óblast de Rostov, 21 km al norte de Kushchóvskaya y 193 km al norte de Krasnodar, la capital del krai. Tenía 1 490 habitantes en 2010
Pertenece al municipio Krasnoselskoye.